# 山村佳子
山村 佳子（やまむら よしこ、1979年8月6日 - ）は、リッツ横浜探偵社代表。神奈川県横浜市出身。

## 来歴・人物
リッツ横浜探偵社代表。
香蘭女学校高等学校を経て、フェリス女学院大学国際交流学部を卒業。大学在学中、憧れの気持ちから都内の探偵社でアルバイトを始める。
大学卒業後は電子部品メーカーに入社。その後化粧品メーカーに勤務し、10年間法人営業を担当。
地元横浜での調査会社設立に向け、5年間の探偵修業ののち、2013年にリッツ横浜探偵社設立。
自身の調査体験をもとにしたWeb連載”浮気事件簿”をはじめ、媒体を問わず様々なメディアに出演している。
テレビドラマ『刑事貴族』のファン。その影響で警察官になるつもりでいたが、身長が足りずあきらめた。

## 出演

### TV

#### 2017年
- 東京MXテレビ　５時に夢中（2017年7月）
- 関西テレビ　村上マヨネーズのツッコませて頂きます！（2017年7月）

#### 2018年
- テレビ東京　おしゃべりオジサンと怒れる女（2018年2月、4月、5月）
- アマゾンプライムビデオ　今田×東野のカリギュラシーズン２（2018年8月）
- スペースシャワーTV　オーラルジョブズ（2018年10月）

#### 2019年
- TBSテレビ　その他の人に会ってみた（2019年5月）

### ラジオ

#### 2017年
- J-WAVE　AVALON　熟年修羅場、超肉食女子…衝撃の「浮気」の実態（2017年9月）

### 書籍
- 小学館新書　「不倫女子のリアル」取材協力（2016年6月）

### 雑誌

#### 2017年
- 小学館女性セブン　「今、夫じゃない男に恋してます」取材協力（2017年4月）
- 小学館Oggi　「それでも不倫、興味ありますか？」取材協力（2017年7月）

### Web

#### 2015年-連載中
- 小学館「Suits-woman.jp」　みんなの浮気事件簿[4]

#### 2017年3月
- 富士通FMWORLD　【プロに聞く！】探偵はビジネスマンの持ち物から、どこまで情報を拾えるか？[5]

#### 2019年1月
- メンジョイ！　不倫調査を探偵に依頼するには？調査にかかる費用と浮気調査の方法[6]